# Juscelino Kubitschek de Oliveira
Juscelino Kubitschek de Oliveira (IPA: [ʒuseˈlinu kubiˈtʃɛk dʒi oliˈvejɾɐ]) (Diamantina, 12 settembre 1902 – Resende, 22 agosto 1976) è stato un politico e medico brasiliano.
È stato presidente del Brasile dal 31 gennaio 1956 al 31 gennaio 1961.

## Biografia
Juscelino Kubitschek de Oliveira nacque a Diamantina, nello stato brasiliano di Minas Gerais, il 12 settembre 1902, figlio di João César de Oliveira (1872-1905), un modesto commesso viaggiatore brasiliano, e di Júlia Coelho Kubitschek (1873-1973), un'insegnante brasiliana di origini rom-cecoslovacche per parte di padre. Studiò medicina presso l'Università di Belo Horizonte, conseguendo poi la specializzazione in urologia in Francia e in Germania. Dopo aver lavorato come medico legale nella polizia, cominciò la sua carriera politica: fu sindaco di Belo Horizonte nel 1940, governatore dello Stato di Minas Gerais dal 1950 al 1955 e presidente del Brasile dal 1956 al 1961. Fu anche eletto senatore per lo Stato del Goiás nel 1962.

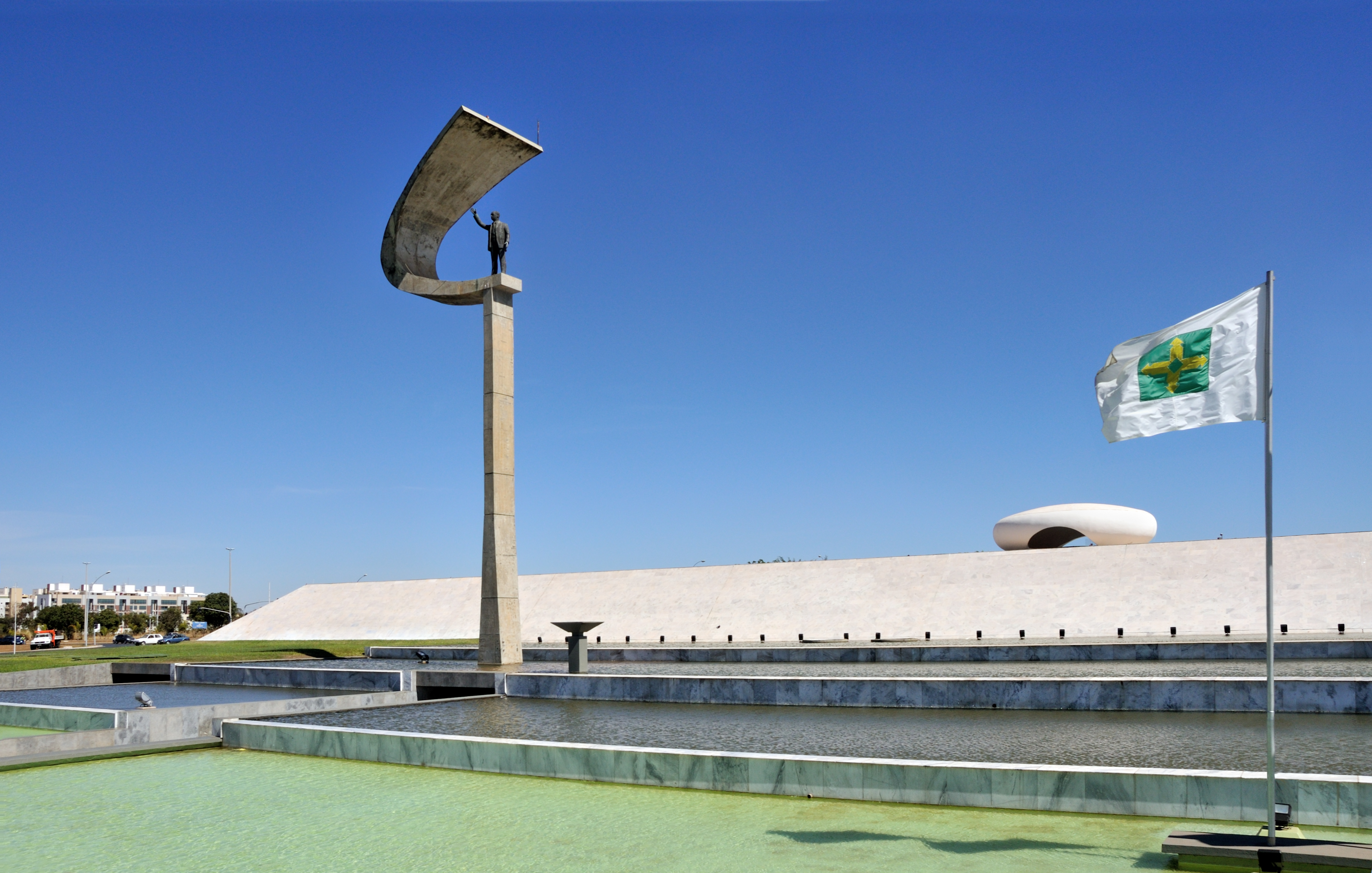
Il monumento dedicato a Juscelino Kubitschek de Oliveira a Brasilia.

Esponente di centro, come presidente stimolò l'industrializzazione, soprattutto automobilistica, producendo una rapida crescita economica, ma anche un aumento del debito pubblico, interno ed esterno. Promosse poi la creazione di una nuova capitale nell'altopiano centrale del paese, Brasilia, inaugurata nel 1960, e cercò anche di rafforzare l'Organizzazione degli stati latino-americani. Accusato di corruzione in concomitanza con la salita al potere della dittatura militare, si ritirò dalla vita politica nel 1964 e per un periodo visse esule all'estero. Morì nel 1976 in un incidente automobilistico dalle circostanze ancora oggi poco chiare a Resende, nei pressi di Rio de Janeiro.
Tra i vari monumenti a lui dedicati in territorio brasiliano, è degno di nota quello progettato da Oscar Niemeyer e inaugurato a Brasilia nel 1981. Gli sono stati inoltre dedicati l'aeroporto di Brasilia-Presidente Juscelino Kubitschek e il ponte Juscelino Kubitschek, che attraversa il lago Paranoá, sempre a Brasilia, inaugurato nel 2002.